# Милутин Карановић
Милутин Карановић (село Забојница, код данашњег Кнића, 22. новембар/5. децембар 1841 – село Нишор код Пирота, 13/26. децембар 1877) био је српски официр и учесник српско-турских ратова (1876 – 1878).

## Биографија
Милутин Карановић рођен је 5. децембра 1841. године у селу Забојници, тадашњем округу крагујевачком. Основну школу и три разреда гимназије завршио је у Крагујевцу. У војну службу ступио је 1857. и за храбро држање приликом бомбардовања Београда 1862. године добио нареднички чин. Милутин Карановић наставио је да напредује у војној хијерархији Кнежевине Србије, те је тако редом стекао најпре чинове потпоручника и поручника, да би 1876. за изузетан допринос у бици на Шуматовцу био награђен капетанским чином.
Током Првог српско-турског рата, Карановић је командовао једним батаљоном шабачке бригаде. Најпре је био стациониран на Јавору, да би се потом са својом јединицом пребацио на Делиград, учествујући у готово свим биткама на овом делу фронта: на Пруговцу, Шуматовцу, Бобовишту, Кревету итд. Како је већ наведено, за херојско држање у бици на Шуматовцу додељен му је чин капетана.
У Другом српско-турском рату, капетан Карановић командовао је грочанским батаљоном београдске бригаде. Страдао је у једном од јуриша српске војске код Нишора, близу Пирота, приликом одсудних борби за ослобођење пиротског краја. Његову главу, коју су Турци одсекли, сачувала је једна жена из села и касније је однела у цркву Св. Илије у Сопоту. Кад су његово тело саставили са главом у сопотској цркви је одржано опело, а тело је потом пренето у Темачки манастир где је и сахрањено у порти храма иза олтара.
Милутин Карановић био је носилац следећих одликовања: Таковског крста V реда, Сребрне медаље за храброст и Споменице на рат 1876. и 1877. године.
На подножју првобитног великог дрвеног крста на гробу капетана Карановића стајао је следећи запис:
Капетану Милутину Карановићу, и осталим јунацима који живот положише за веру, кнеза, слободу и независност домовине, у бојевима на Нишору и Будин-делу 12, 13, 14 и 15. децембра 1877, подигоше овај спомен командант Љ. Ивановић и сви официри II шумадинске дивизије, београдске бригаде II класе, I арт. и I коњ. пука од I шумадинске дивизије. 
Слава палима за отаџбину!
На гробу капетана Карановића касније је подигнут споменик од мермера на којем су уклесани стихови његовог пријатеља, српског сликара и песника Ђуре Јакшића:
За српског рода дом, слободу

Дао си живот свој,

Зато ће дуго у српском роду

Живети спомен твој.

Ти честит беше међ браћом твојом,

Диван, јуначе, врли Србине,

Па то доказа и смрћу својом,

Јуначке Груже јуначки сине.
Судбину капетана Карановића Ђура Јакшић описао је и у својој приповеци Капетанов гроб.
Милутину Карановићу и борцима палим за ослобођење Пирота од Турака посвећен је Споменик ослободиоцима Пирота, подигнут на централном тијабарском тргу у Пироту. На југоисточној страни споменика постављена је плоча са натписом:
Капетану Милутину Карановићу и осталим борцима који за владе Њ. В. Књаза Милана Обреновића падоше 12. 13. и 15. децембра 1877. године у борби за ослобођење Горњег Понишавља од Турака. 
Захвални Пирот и села Округа Пиротског.
Борцима за ослобођење Пирота и околине од турског ропства подигнут је споменик и у месту Врба, северно од Нишора, 1927. године.
Име Милутина Карановића носи једна улица у Пироту (улица Капетана Карановића), а по њему је била названа и некадашња основна школа у Нишору.

## Галерија
- Споменик на гробу Милутина Карановића у Темачком манастиру
- Споменик ослободиоцима Пирота у Тијабари
- Натпис на плочи са Споменика ослободиоцима Пирота
- Споменик борцима за ослобођење Пирота у месту Врба
- Споменик борцима за ослобођење Пирота у месту Врба, наличје